# Palazzo Genovese (Venedig)

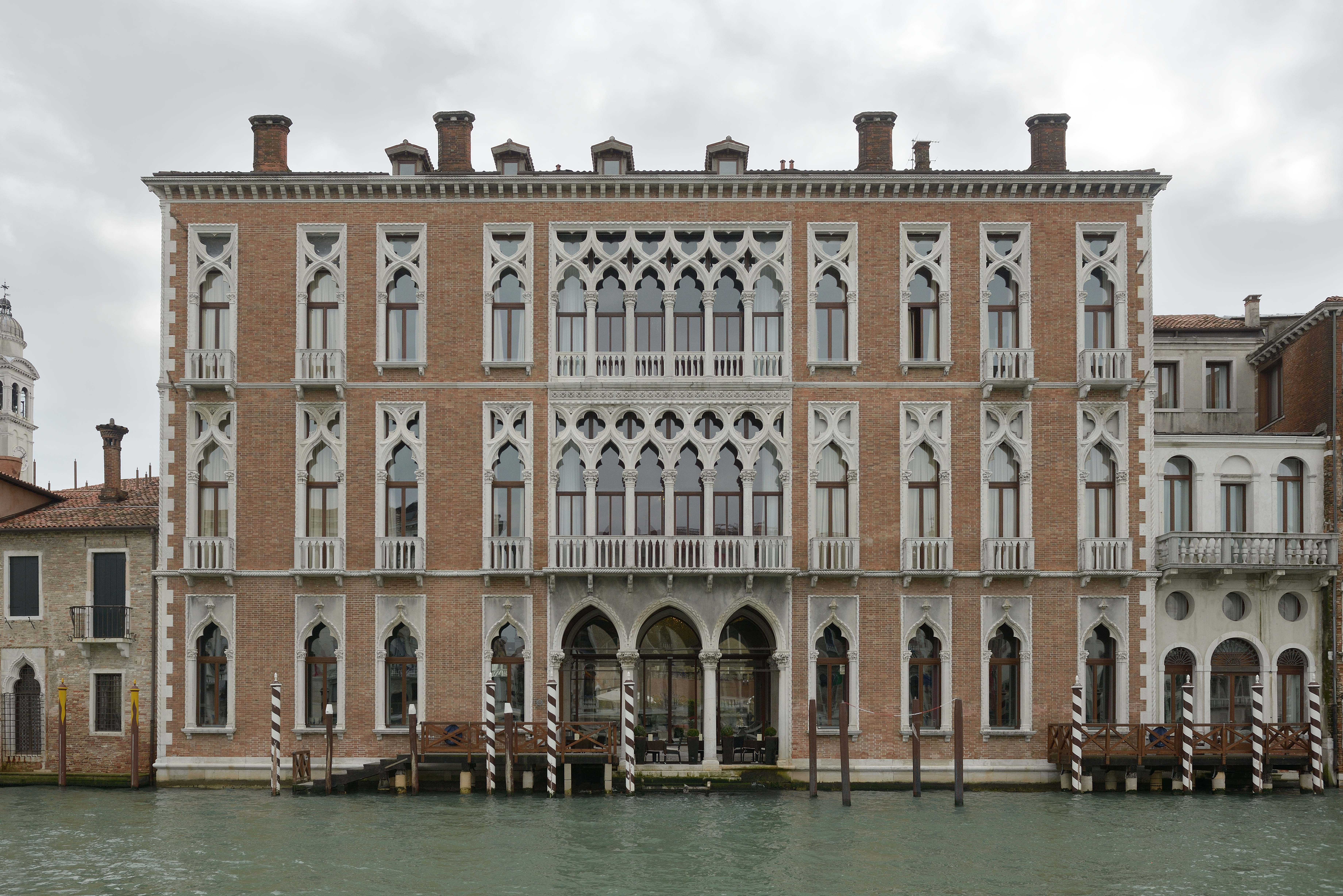
Palazzo Genovese, Fassade zum Canal Grande

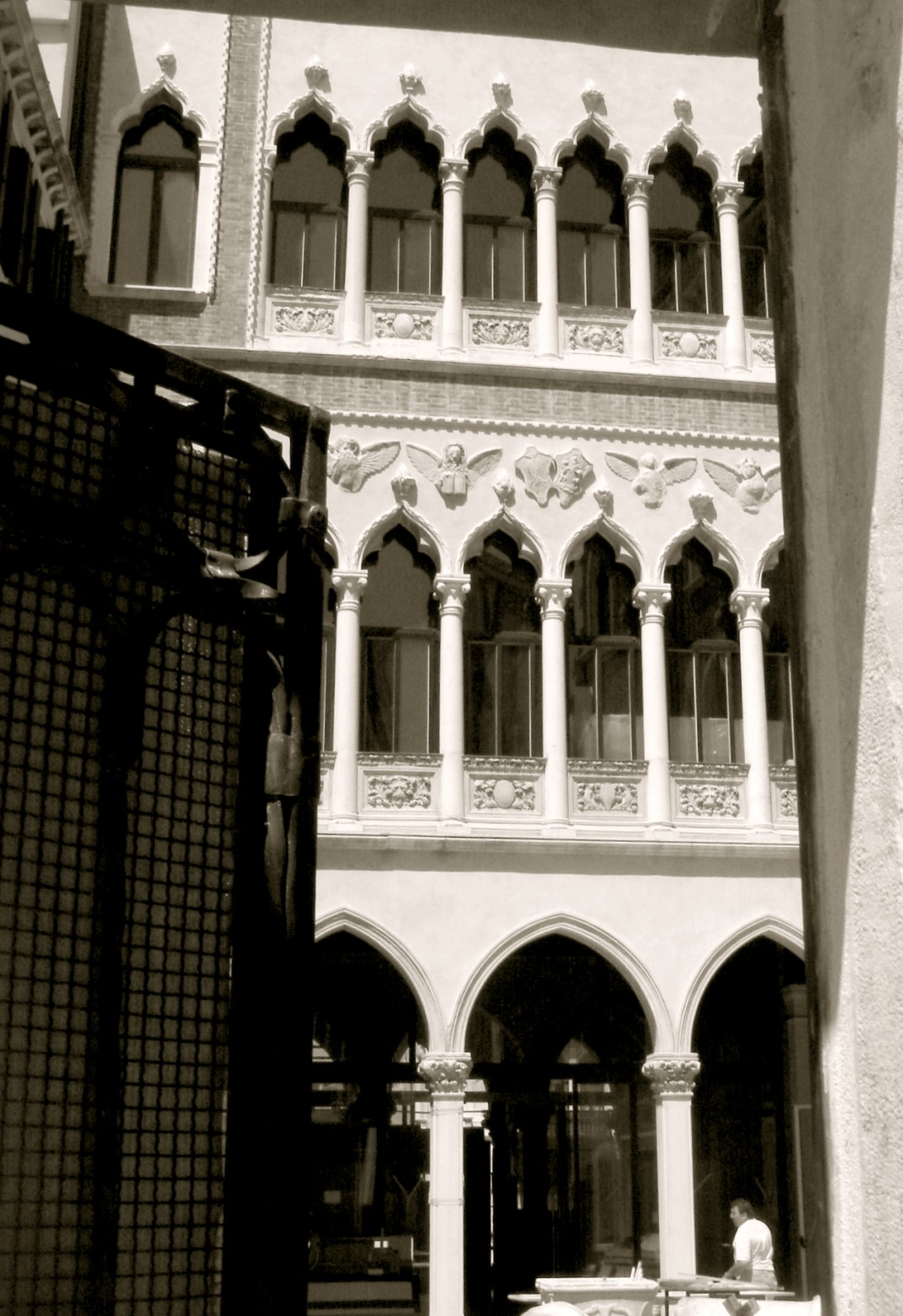
Palazzo Genovese, Rückfassade

Palazzo Genovese ist ein Palast in Venedig in der italienischen Region Venetien. Er liegt im Sestiere Dorsoduro mit Blick auf den Canal Grande zwischen dem Palazzetto Nani Mocenigo und der Basilika Santa Maria della Salute. Die Rückseite des Gebäudes zur Kirche San Gregorio.

## Geschichte
Der Palast wurde 1892 nach Plänen des Architekten Edoardo Trigomi Mattei als venezianisches Wohnhaus der Familie Genovese erbaut. Nach einer langen Periode des Verfalls in der zweiten Hälfte des 20. Jahrhunderts wurde 2009 eine grundlegende Restaurierung mit Umbau in ein Luxushotel abgeschlossen.
Während dieser Restaurierung kamen einige archäologisch wertvolle Elemente zum Vorschein: Neben Resten des Klosters San Gregorio fand man solche von hölzernen Wohngebäuden aus dem 9. Jahrhundert und eines Steinhauses aus dem 7. Jahrhundert.

## Beschreibung
Der Baustil dieses Gebäudes beeindruckender Größe ist ein Beispiel für die venezianische Neugotik. Es handelt sich dabei klar um Stilelemente, die Edoardo Trigomi Mattei vom Palazzo Cavalli-Franchetti wieder aufnahm.
Das Gebäude erstreckt sich über drei Stockwerke und hat eine symmetrische Fassade zum Canal Grande. Jedes Stockwerk zeigt vier gotische Einzelfenster pro Seite in steinernen Rahmen. In der Mitte des Erdgeschosses gibt es ein Dreifach-Spitzbogenportal zum Wasser, flankiert von drei Dreipass-Einzelfenstern pro Seite. Dagegen liegen in den beiden Hauptgeschossen zwei Sechsfach-Dreipassfenster mit dazwischen eingesetzten Vierpässen (im ersten Obergeschoss), bzw. Dreipässen (im zweiten Obergeschoss), übereinanderliegen, flankiert von drei ebensolchen Einzelfenstern pro Seite. Alle Fenster im ersten Obergeschoss haben hervorspringende Balkone, ebenso wie die vier äußeren im zweiten Obergeschoss. Das Sechsfachfenster im zweiten Obergeschoss ist mit Balustern versehen. Die Motive dieser Fenster zitieren die des ersten Hauptgeschosses des Dogenpalastes.
Die Rückfassade des Palastes, die man von dem kleinen Platz an der Kirche San Gregorio aus sieht, geht auf einen kleinen, mit einer Mauer abgegrenzten Hof mit Brunnen hinaus. Sie nimmt das Schema der Hauptfassade auf, aber mit weniger schmuckvollen Elementen; sie ist nur im ersten Obergeschoss mit Halbreliefen dekoriert.